# Käpyrinsaari
Käpyrinsaari är en ö i Finland. Den ligger i sjön Hakojärvi och i kommunen Utajärvi i den ekonomiska regionen  Oulunkaari  och landskapet Norra Österbotten, i den centrala delen av landet, 500 km norr om huvudstaden Helsingfors. Öns area är 0,1 hektar och dess största längd är 60 meter i öst-västlig riktning.